# Spomenik na Buzludži
Spominski dom bolgarske komunistične partije, poznan kot spomenik na Buzludži, je zgradba na vrhu Buzludža v osrednji Bolgariji. Zgrajen je bil leta 1981 ob 90. obletnici osnovanja socialističnega gibanja v državi. Spomenik je od konca komunističnega režima leta 1989 zapuščen in propada.

## Gradnja
Za mesto spomenika je bil izbran vrh Hadži Dimităr (do 1942 imenovan Buzludža) v gorovju Stara planina, kjer je leta 1891 Dimităr Blagoev z drugimi socialisti skrivaj ustanovil prvo socialistično gibanje v državi.
Gradnja se je pričela 23. januarja 1974, ko je bil vrh zravnan z eksplozivom in s tem znižan za 9 metrov (z 1441 na 1432 mnmv). Spomenik je zasnoval arhitekt Georgi Stoilov, nekdanji župan Sofije, strukture pa je izdelala ekipa pod vodstvom inženirja Dobromira Kolarova. Skupno je pri gradnji sodelovalo preko 6000 ljudi, porabljenih pa je bilo med drugim 70 000 ton betona, 3000 ton jekla in 40 ton stekla. Gradnja je stala okoli 25 milijonov bolgarskih levov (približno 56 milijonov današnjih evrov), pri čemer je bil del denarja zbran »s pomočjo ljudstva« – z donacijami in prodajo priložnostnih poštnih znamk.
Svečana dvorana s hodniki, katere obliko so navdihnili rimski Panteon in znanstvena fantastika 1950. let, je široka 60 metrov in visoka 20 metrov. Nanjo je vezan 70 metrov visok stolp, v katerega sta vgrajeni 12-metrski rdeči zvezdi iz sintetičnega rubinovega stekla. Stolp je bil predčasno dokončan leta 1977 z namenom obeležitve 60. obletnice Oktobrske revolucije v Rusiji.
Na zunanji strani se ob vhodu nahaja besedilo Internacionale. Notranje stene so bile okrašene z ročno izdelanimi mozaiki iz kobaltnega stekla, upodabljajočimi zgodovino Partije. Na eni od sten so bili upodobljeni portreti Friedricha Engelsa, Karla Marxa in Vladimirja Lenina ter na nasprotni portreti bolgarskih komunistov Todorja Živkova, Dimitra Blagoeva in Georgija Dimitrova. Na obodnem hodniku so bili mozaiki izdelani iz proda, nabranega v bolgarskih rekah. Na stropu dvorane se je nahajal mozaik srpa in kladiva, obkrožen s sloganom »Proletarci vseh dežel, združite se!«.

## Otvoritev
Svečana otvoritev spomenika je potekala 23. avgusta 1981 v prisotnosti najvišjih funkcionarjev Bolgarske komunistične partije in voditelja Todorja Živkova. 
Stavba je delovala kot muzej z brezplačnim vstopom; v osmih letih naj bi jo obiskalo več kot dva milijona ljudi. Ob posebnih priložnostih je Bolgarska komunistična partija dvorano uporabljala kot prizorišče dogodkov.

## Propadanje
S koncem komunističnega režima v Bolgariji leta 1989 je bil spomenik zapuščen. Objekt je policija varovala še nekaj let, nakar se je začelo njegovo množično uničevanje: ukradeni so bili bronasti kipi na vhodu, kovinski deli strehe in električna napeljava, uničeni so bili nekateri mozaiki in zidovi. Zaradi vandalizma in naravnih vplivov so bili uničeni številni elementi in mozaiki.
V novejšem času spomenik privlači številne turiste. Trenutno je objekt zaprt in vstop vanj prepovedan. Obstajajo pobude za njegovo obnovo in preureditev v obliki muzeja.

## Galerija
- Notranjost
- Mozaiki Engelsa, Marxa in Lenina
- Mozaiki Živkova (uničen), Blagoeva in Dimitrova
- Zvezda na stolpu